# Carter the Unstoppable Sex Machine
 (juin 2016).
Si vous disposez d'ouvrages ou d'articles de référence ou si vous connaissez des sites web de qualité traitant du thème abordé ici, merci de compléter l'article en donnant les références utiles à sa vérifiabilité et en les liant à la section « Notes et références ».
Carter the Unstoppable Sex Machine, souvent abrégé en Carter USM, est un groupe de rock indépendant britannique, originaire de Londres, en Angleterre. Il est formé en 1988 par le chanteur Jim Morrison (Jim Bob) et le guitariste Lès Carter (Fruitbat).
Ils ont fait leur réputation avec un style de power pop, en fusionnant les échantillons, les boîtes à rythme, les guitares et des paroles truffées de jeux de mots. Ils ont atteint le sommet de la gloire en 1992. Au fil des années, le groupe a intégré de nouveaux membres, jusqu’à atteindre une formation de six membres, malgré ces changements, ils ont lutté pour retrouver leur popularité des premières années. Le groupe a commencé à se diviser à partir de 1998. Ils avaient alors sept albums à leur compteur.
Les concerts du groupe sont devenus réputés pour la rangée de projecteurs qui produisait une chaleur étouffante et contribuait à l’atmosphère énergique et en sueur où les spectateurs montaient sur la scène pour se jeter dans la foule. De telles scènes sont représentées dans la vidéo In Bed With Carter, qui a été filmée à la Brixton Academy.

## Biographie

### Débuts (1987–1990)
Fruitbat et Jim Bob jouaient initialement dans un groupe de rock indépendant appelé Jamie Wednesday et basé à Lambeth, au sud de Londres. Ce groupe avait déjà sorti deux singles Vote for Love et We Three Kings of Orient Aren't. À l’occasion d’un concert de charité à l’Astoria de Londres, Fruitbat et Jim Bob se retrouvent à jouer seuls en duo sur scène à jouer avec des cassettes d’accompagnement, abandonnés par les autres membres du groupe. C’est alors qu’ils décident de rester en duo et de former le groupe Carter USM.
Le groupe est formé le jeudi 6 août 1987. Leur premier single, A Life Sheltered, est sorti plus tard en 1988 sous le label Big Cat, mais c’est seulement à partir du deuxième single Sheriff Fatman paru en 1989 que le groupe commence à être reconnu. La chanson avait été écrite à propos d’un propriétaire crapuleux du sud de Londres et avait été suivie par l'album 101 Damnations - un compte rendu critique de la vie au sud de la Tamise, plein d'humour noir, de cynisme, de jeux de mots et de calembours.

### Rough Trade (1991)
En 1991, désormais signé avec Rough Trade Records, Carter USM publie l'album 30 Something qui, grâce à une incessante tournée, entre dans l'UK Albums Chart. L'un des singles qui sont extraits, Bloodsport for All, une attaque contre le racisme et le harcèlement dans l'armée, est publié au début de la Guerre du Golfe et par conséquent, banni de la BBC. En provocation, Jim Bob et Fruitbat tournent au Japon, en Yougoslavie et aux États-Unis (avec EMF) et participent une deuxième fois au Reading Festival. Le groupe joue pour la première fois au Top Of The Pops avec le single After the Watershed (Early Learning the Hard Way), un morceau sur la maltraitance des enfants qui se popularisera grâce à une action en justice menée par The Rolling Stones pour l'usage de la phrase « Goodbye Ruby Tuesday ».

### Chrysalis Records (1992–1995)
Le retrait de Rough Trade Records nécessite un changement de label, et Carter décide de faire passer le groupe vers Chrysalis Records pour la sortie d'un troisième album. Cet album, 1992 - The Love Album, atteint la première place des classements, et permet au groupe de se populariser dans la pop. Également, en 1992, le groupe fait la tête d'affiche du Glastonbury Festival où Fruitbat, qui ne supportera pas de se faire voler la vedette par les autres groupes présents, insultera Michael Eavis et sera, banni à vie du festival. Mécontent, le groupe revient avec un quatrième album plus agressif et cynique, intitulé Post Historic Monsters.
En 1994, l'ami de Carter, Wez, du groupe local Resque, se joint au groupe à la batterie, et le trio tourne aux États-Unis, au Japon et en Europe, dont un concert en Croatie. Il sera enregistré et publié comme album live librement téléchargeable intitulé Worry Bomb.

### Cooking Vinyl (1996–1998)
En 1996, Carter quitte Chrysalis Records et se joint à Cooking Vinyl. Avec Salv du groupe S*M*A*S*H à la basse, le frère de Wez, Steve, à la guitare, et l'adolescent Ben Lambert aux claviers, Carter devient un sextet.
Après signature chez Cooking Vinyl, ils publient un mini-album, A World Without Dave, et commencent une longue tournée britannique. Le groupe revient ensuite en Amérique du Nord. Pendant leur dixième anniversaire, ils décident de se séparer et de sortir un dernier album, I Blame the Government, en janvier 1998. Deux autres albums, Live! et BBC Sessions, suivront en juin et octobre la même année, respectivement.

### Retours
En 2001 et 2002, Jim Bob et Fruitbat tournent sous le nom de Who's the Daddy Now?.
Le 4 mars 2007, le duo original de Carter USM jouant quatre chansons à un concert célébrant les exploits de Darren « Wiz » Brown, ex-chanteur de Mega City Four, mort en décembre 2006.

## Discographie

### Albums studio
| Year | Titre                                                                  | Meilleure position | Meilleure position | Certifications |
| Year | Titre                                                                  | UK ,               | SUÈ                | Certifications |
| ---- | ---------------------------------------------------------------------- | ------------------ | ------------------ | -------------- |
| 1990 | 101 Damnations - Sortie : 1990 - Labels : Chrysalis                    | 29                 | –                  |                |
| 1991 | 30 Something' - Sortie : février 1991 - Labels : Chrysalis             | 8                  | –                  | - R-U : or     |
| 1992 | 1992 – The Love Album - Sortie : mai 1992 - Labels : Chrysalis         | 1                  | 35                 | - R-U : or     |
| 1993 | Post Historic Monsters - Sortie : septembre 1993 - Labels : Chrysalis  | 5                  | –                  |                |
| 1995 | Worry Bomb - Sortie : février 1995 - Labels : Chrysalis                | 9                  | –                  |                |
| 1998 | I Blame the Government - Sortie : janvier 1998 - Labels: Cooking Vinyl | 92                 | –                  |                |

### Autres albums
| Année | Titre                                                                                             | UK |
| ----- | ------------------------------------------------------------------------------------------------- | -- |
| 1994  | Starry Eyed and Bollock Naked - Sortie : mars 1994 - Label : Chrysalis Records                    | 22 |
| 1995  | Straw Donkey... the Singles - Sortie : octobre 1995 - Label : Chrysalis Records                   | 37 |
| 1997  | A World Without Dave - Sortie : mars 1997 - Labels : Cooking Vinyl                                | 73 |
| 1998  | Sessions - Sortie : octobre 1998 - Label : Cooking Vinyl                                          | –  |
| 1999  | Live! - Sortie : février 1999 - Label : Cooking Vinyl                                             | –  |
| 2005  | The Good, the Bad, the Average and Unique - Sortie : décembre 2005 - Label : Who's the Daddy Now? | –  |
| 2007  | You Fat Bastard - Sortie : octobre 2007 - Label : EMI                                             | –  |
| 2007  | This Is the Sound of an Eclectic Guitar - Sortie : octobre 2007 - Label : Chrysalis Records       | –  |
| 2009  | The Drum Machine Years - Sortie : 13 novembre 2009 - Label: Concert Live                          | –  |
| 2014  | The Final Comedown - Sortie : décembre 2014 (4 000 exemplaires) - Label : Nyquest                 | –  |